# PRC Architekci

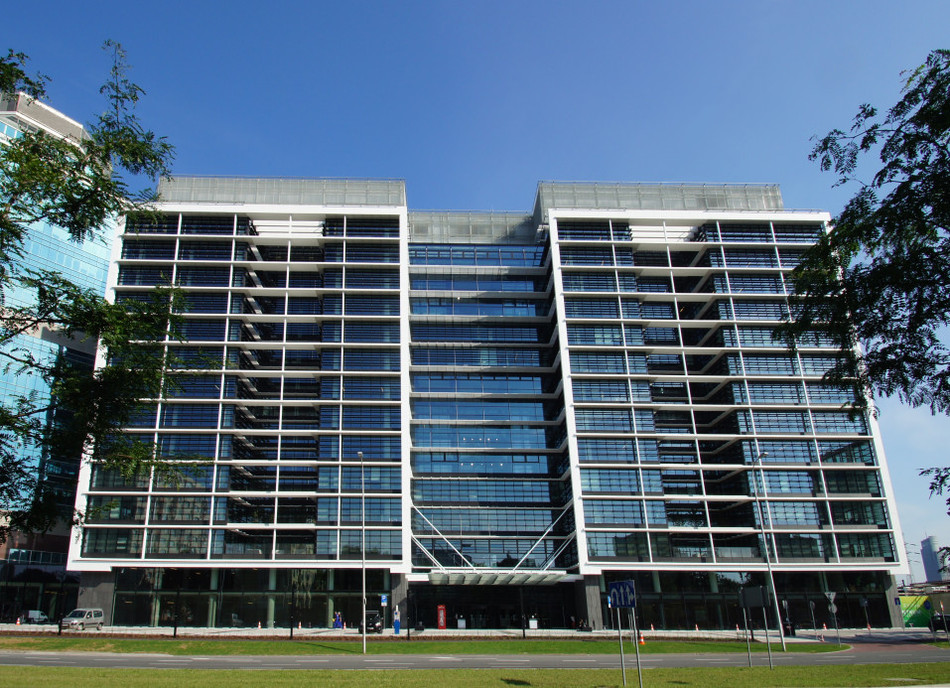
Ein Gebäude des Eurocentrum Bürokomplexes in Warschau

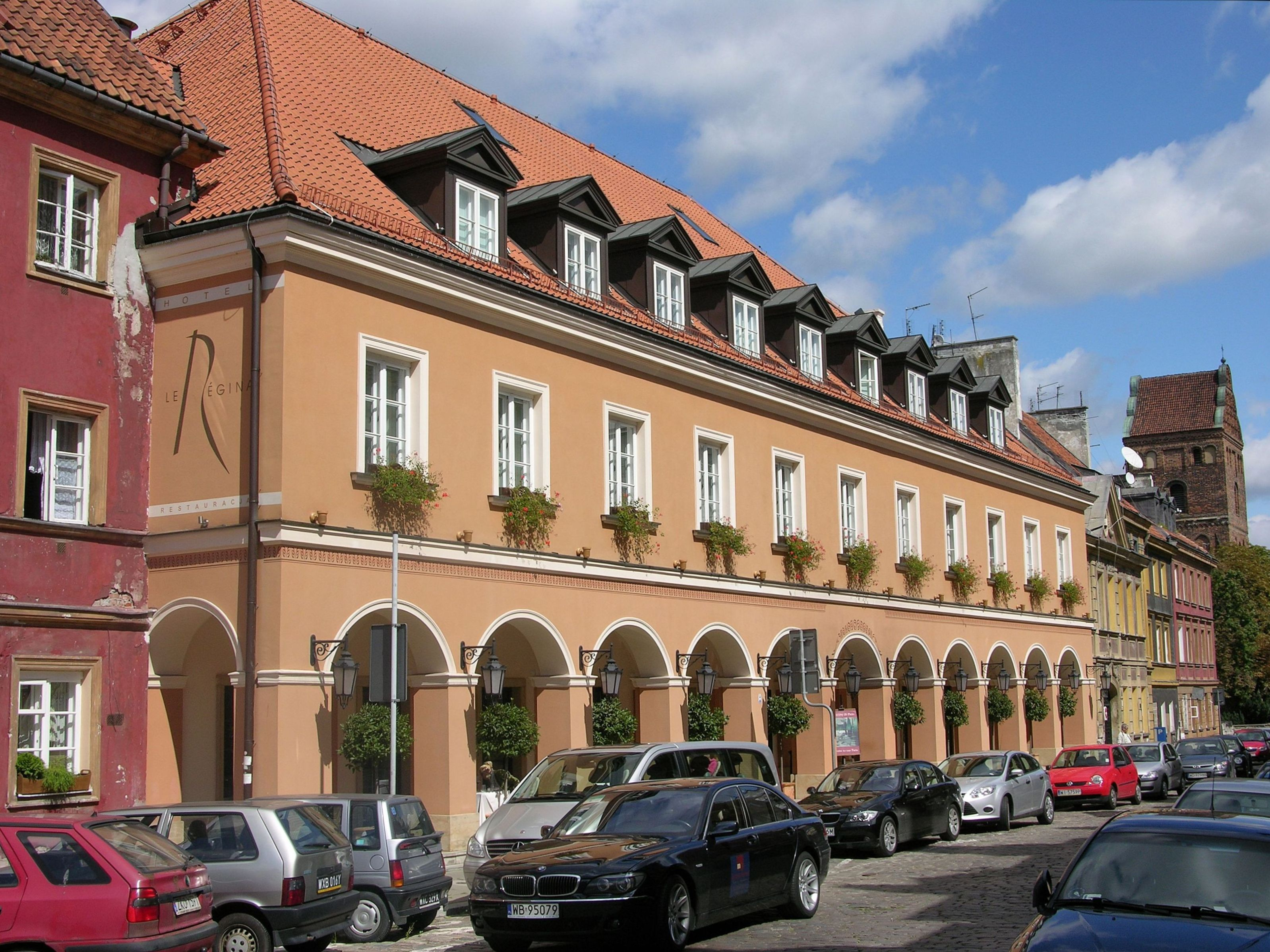
Das Mamaison Hotel Le Regina in der Warschauer Neustadt

PRC Architekci ist ein polnisches Architekturbüro. Das Unternehmen wurde 1997 gegründet und konzentriert sich auf den Entwurf von Hotels, Büro- und Wohnanlagen sowie deren Innenausstattung. Der Sitz befindet sich in Warschau.
Die Partner von PRC Architekci sind Andrzej Michalik (vormals bei Sheppard Robson und Covell Matthews Wheatley, London), Igor Galas (vormals bei Cecil Denny Highton, Warschau und HOK, Moskau) und Borys Juraszyński (vormals bei Bose International).
Zu den realisierten Hotelprojekten des Studios gehören Umbauten historischer Gebäude (Mamaison Hotel Le Regina in Warschau und Grand Hotel Lublinianka in Lublin) sowie Neubauten wie das Holiday Inn Józefów, das Hilton Garden Inn am Flughafen Kraków oder das Best Western Premier Hotel in Katowice.
Größere Bürogebäude sind in Warschau die Gebäude B bis D des Eurocentrums, das Atrium 2 sowie Liberty Corner. In Łódź entstand der Business Park Teofilów, und in Posen war PRC Architekci am Entwurf zum Andersia Tower beteiligt. Ein bis zum Jahr 2020 zu realisierendes Revitalisierungsprojekt des Studios ist das ehemalige Fabrikgelände von Norblin, Bracia Buch i T. Werner.